# カラシソバ
カラシソバは、京都市のご当地グルメ。茹でた中華麺をカラシ醤油で和えて、餡掛けにした麺料理である。

## 概要
京都市ではとろりとした餡掛け料理が好まれており、炒飯、うどん、丼物などに餡掛けを用いた多彩な料理があり、カラシソバもそういった餡掛け料理の1種である。
京都市の広東料理店「鳳舞（）」（2009年閉店）で考案された料理であり、「鳳舞系」と呼ばれる鳳舞に縁を持つ弟子たちの店でのみ見られる麺料理である。

## 歴史
高華吉（）は、広東地方出身であり、大正時代の半ばに京都市に移住してきた。
高は1967年に「鳳舞」を開業し、京都の人々の好みに合わせた薄味で出汁を利かせたメニューで有名になった。その高が考案した麺料理であり、茹でた中華麺をカラシ醤油で和えて、鶏ガラと昆布から取ったスープの餡を掛けた麺料理である。餡には小エビ、鶏肉、青ネギ、シイタケ、レタスが入っている。麺を和えるカラシは水や湯ではなく、京都の地酢で溶かれているのも特徴に挙げられる。
高がレタスを用い、カラシを使うようになった理由は不明であるが、高の弟子筋によって受け継がれ、継承され続けている。
なお、店の品書きには「撈麺（）」と書かれ、その横には「エビカシワソバ」とも書かれているが、来客の誰もが「カラシソバ」と注文する。